# Resolució 761 del Consell de Seguretat de les Nacions Unides
La Resolució 761 del Consell de Seguretat de les Nacions Unides, fou adoptada per unanimitat el 29 de juny de 1992. Després de reafirmar les resolucions 713 (1991), 721 (1991), 724 (1991), 743 (1992), 727 (1992), 740, 749 (1992), 757, 758 i 760 (1992), el Consell va autoritzar al Secretari General de les Nacions Unides a implementar immediatament elements addicionals de la Força de Protecció de les Nacions Unides a Croàcia i a Bòsnia i Hercegovina durant les Guerres iugoslaves.
El Consell va autoritzar el desplegament per garantir la seguretat i el funcionament de l'Aeroport Internacional de Sarajevo per facilitar el lliurament d'ajuda humanitària, i va demanar a totes les parts que cooperessin amb la Força en la reobertura de l'aeroport. També va demanar a les parts que observessin l'alto el foc i cooperessin amb la Força, les organitzacions internacionals i els estats membres en la prestació d'ajuda.
La Resolució 761 va augmentar la Força a Sarajevo a un batalló d'infanteria, mentre que la Resolució 764 augmentaria a dos. La Força protegia l'aeroport, ja que la capital va ser atacada pels serbobosnians el 5 de juny de 1992.